# Trimyema
Trimyemidae
Famille
Genre
Trimyema, unique représentant de la famille des Trimyemidae, est un genre de Ciliés de l’ordre des Trichostomatida ou des Plagiopylida.

## Étymologie
Le nom Trimyema est composé du préfixe tri-, « trois », et du suffixe -myem dont la signification est obscure ; il pourrait dériver du grec μύειος / myeios, « muscle » ; l'auteur, J.B. Lackey, aurait voulu faire référence aux « trois rangées de cils somatiques en spirale » que l'on distingue, comme trois muscles, sur l'espèce type Trimyema compressum.

## Description
D'après Richard Roksabro Kudo (1886–1967), le genre Trimyema a une forme ovoïde, plus ou moins aplatie ; l’extrémité antérieure est pointue, l’extrémité postérieure est similaire ou arrondie. L’organisme a un long cil caudal ; les cils somatiques sont sur trois à quatre rangées en spirale, généralement situés dans la moitié antérieure du corps. Le cytostome est rond, près de l'extrémité antérieure, avec un petit cytopharynx. Les noyaux sont centraux : le macronoyau est sphérique ; il est accompagné d’un petit micronoyau. On note la présence d’une vacuole contractile. L’organisme est un nageur actif.
L'espèce Trimyema compressum (ou T. compressa) mesure environ 65 μm par 35 μm.

## Habitat et répartition
Le genre Trimyema vit librement en eau douce ou salée. Le genre a été observé assez largement sur l'ensemble du globe. C'est aussi un endocommensal d'invertébrés notamment d'oursins.
D'après James Bridges Lackey (d) (1893-1993), premier descripteur de cet organisme, Trimyema compressa est un véritable organisme anaérobie ; il est facile d'en isoler en petites quantités, dans des cultures de boues, en condition anaérobie.
Trimyema compressum est également connu pour héberger des archées et des bactéries de la famille des Syntrophomonadaceae.

## Liste des espèces
Selon le World Register of Marine Species (16 octobre 2023) :
- Trimyema difficile Kahl, 1928
- Trimyema echinometrae Grolière, de Puytorac & Grain, 1980
- Trimyema marinum Kahl, 1931
- Trimyema pleurispirale Borrow, 1972

Selon GBIF (16 octobre 2023) :
- Trimyema alfredkahli Tucolesco, 1962
- Trimyema claviformis Kahl, 1933
- Trimyema compressum Lackey, 1925
- Trimyema difficile Kahl, 1928
- Trimyema echinometrae Groliere, Puytorac & Grain, 1980
- Trimyema kahli Tucolesco, 1962
- Trimyema marinum Kahl, 1931
- Trimyema minutum (Kahl, 1931) Augustin, Foissner & Adam, 1987
- Trimyema pleurispiralis Borror, 1972
- Trimyema shoalsia Nerad & Schaffer, 1995